# Campsicnemus miritibialis
Campsicnemus miritibialis är en tvåvingeart som beskrevs av Van Duzee 1933. Campsicnemus miritibialis ingår i släktet Campsicnemus och familjen styltflugor. Inga underarter finns listade i Catalogue of Life.